# Helen Moore
Pour les articles homonymes, voir Moore.
Helen Elizabeth Moore est une mathématicienne américaine. À l'origine elle travaille dans le domaine de la géométrie différentielle,, puis elle passe du milieu universitaire à l'industrie et des mathématiques pures aux mathématiques appliquées, et en particulier aux applications de la théorie du contrôle à la polythérapie dans l'industrie de la santé. Elle est affiliée à la société pharmaceutique AstraZeneca .

## Éducation et carrière
Moore grandit à Charlotte, en Caroline du Nord, où son intérêt pour les mathématiques est venu de son grand-père, un architecte. Dans ses deux dernières années de lycée, elle participe à une Magnet school fédérale, la North Carolina School of Science and Mathematics (en),. Ensuite, elle fréquente l'université de Caroline du Nord à Chapel Hill, étudiant initialement la physique mais passant aux mathématiques et commençant un club de compétition de mathématiques en cours à l'université. Elle termine son doctorat à l'université d'État de New York à Stony Brook avec un doctorat en géométrie différentielle et théorie des surfaces, intitulée Minimal Submanifolds with Various Curvature Bounds, supervisée par Michael T. Anderson (en). Elle est souvent la seule femme dans ses classes de premier cycle, et la seule femme sur dix dans son programme d'études supérieures lorsqu'elle est entrée pour partir avec un doctorat.
Après avoir terminé son doctorat, Moore enseigne au Bowdoin College et, en congé sabbatique de Bowdoin, à l'université Stanford. Pendant son séjour à Stanford, elle s'intéresse à la modélisation des maladies. Elle devient directrice associée de l'American Institute of Mathematics tout en continuant à travailler comme mentor pour les femmes en science, technologie, ingénierie et mathématiques à Stanford. De là, elle est partie dans l'industrie, travaillant pour Bristol-Myers Squibb et plus tard AstraZeneca. Moore a été élue au conseil de la Society for Industrial and Applied Mathematics en 2016.

## Prix et distinctions
En 2018, la Society for Industrial and Applied Mathematics inscrit Moore comme Fellow, « pour une application industrielle efficace de la modélisation mathématique en oncologie, immunologie et virologie. Pour le mentorat, l'enseignement et le leadership ».